# کیپ می غربی، نیوجرسی
کیپ می غربی (به انگلیسی: West Cape May) شهری در ایالت نیوجرسی کشور ایالات متحده آمریکا است که جمعیت آن در سرشماری سال ۲۰۱۰ میلادی، ۱٬۰۲۴ نفر بوده‌است.